# Ann Prentiss

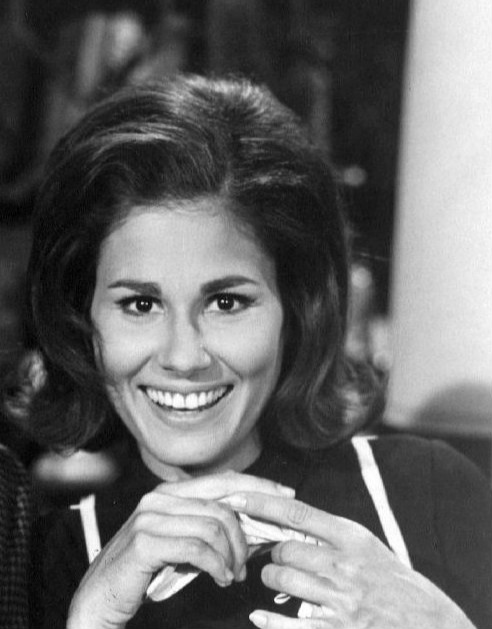
Ann Prentiss, 1970

Ann Prentiss (* 27. November 1939 in San Antonio, Texas, Vereinigte Staaten als Ann Elizabeth Ragusa; † 12. Januar 2010 in Los Angeles, Kalifornien, Vereinigte Staaten) war eine US-amerikanische Schauspielerin.
Prentiss war die Tochter von Paulene und Thomas J. Ragusa. Sie war Schwester von Paula Prentiss und die Schwägerin von Richard Benjamin.
1996 griff sie ihren Vater an und bedrohte weitere Mitglieder ihrer Familie. Der Staatsanwalt warf ihr den Versuch vor, einen Mithäftling zum Mord dreier Personen anzuheuern, darunter ihr Vater und ihr Schwager Richard Benjamin. Am 23. Juli 1997 wurde sie zu 19 Jahren Gefängnis verurteilt, sie starb in Haft.

## Filmographie (Auswahl)
- 1962: I’m Dickens, He’s Fenster
- 1963: Die Leute von der Shiloh Ranch
- 1966: Verliebt in eine Hexe
- 1966: Jeden Mittwoch
- 1967: Das Geheimnis der blauen Tropfen
- 1967: Mannix
- 1968: Mini-Max oder die unglaublichen Abenteuer des Maxwell Smart
- 1968: Sein gefährlichster Auftrag
- 1968: ..aber das Blut ist immer rot
- 1969: Ein Käfig voller Helden
- 1969: Die Leute von der Shiloh Ranch
- 1969: Ihr Auftritt, Al Mundy
- 1969: Hawaii Fünf-Null
- 1969: Eddies Vater
- 1970: Nie wieder New York
- 1970: Ein Sheriff in New York
- 1969–1971: Bonanza
- 1972: Search
- 1970–1972: Wo die Liebe hinfällt
- 1973–1974: Notruf California
- 1974: California Split
- 1975: Baretta
- 1976: Die Zwei mit dem Dreh
- 1978–1979: Starsky & Hutch
- 1984: Operation: Maskerade
- 1988: Meine Stiefmutter ist ein Alien